# Castine (Ohio)

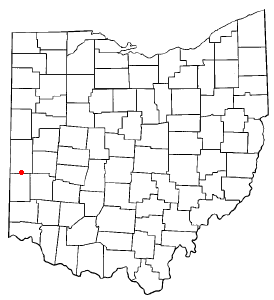
Castine na planie stanu Ohio

Castine – wieś w USA, Hrabstwo Darke w stanie Ohio. Na mapach wieś pojawiła się w roku 1832.
W roku 2010, 23,8% mieszkańców było w wieku poniżej 18 lat, 5,5% było w wieku od 18 do 24 lat, 31,6% było od 25 do 44 lat, 23,1% było od 45 do 64 lat, a 16,2% było w wieku 65 lat lub starszych. We wsi było 49,2% mężczyzn i 50,8% kobiet.
Liczba mieszkańców w 2010 roku wynosiła 130.